# Битва при Кёнджу
Битва при Кёнджу произошла между силами ООН и Корейской народной армии (КНА) в начале Корейской войны и длилась с 31 августа по 15 сентября 1950 в окрестностях Кёнджу (Южная Корея). Битва стала частью сражения за Пусанский периметр и одной из серии масштабных сражений, которые проходили одновременно. Битва закончилась победой сил ООН. Многочисленные силы США и южнокорейской армии (ROK) отразили мощную атаку северокорейцев.
I -й корпус ROK удерживающий так называемый коридор Кёнджу — линию к северу от Пхохана и Анганг-ни неожиданно попал под атаку II -го корпуса КНА, наступавшего как часть большого наступления у реки Нактонган. Северокорейцы легко сбросили с позиций южнокорейские войска, которые уже были деморализованы пытаясь удержать линию обороны. На помощь в отражении северокорейской атаки южнокорейцам была вызвана американская армия.
Шли тяжёлые бои обе стороны захватывали и отбивали Пхохан и Анганг-ги, северокорейцы пытались прорваться через коридор Кёнджу чтобы атаковать базу ООН у Пусана. Однако после двух недель боёв американским и южнокорейским войскам при массированной поддержке флота и авиации удалось разгромить и отбросить северокорейцев.

## Предыстория

### Пусанский периметр
После начала Корейской войны и вторжения северокорейцев на территорию Южной Кореи КНА обладала преимуществом в численности и вооружении над армией Южной Кореи (ROK) и силами ООН, направленных в Южную Корею чтобы предотвратить её коллапс. Северокорейская стратегия заключалась в агрессивном преследовании сил ООН и ROK по всем направлениям, ведущим на юг, и в вовлечении их в бои, атаке с фронта и попытках обхода с обоих флангов (манёвром «клещи»), добиваясь окружения и отсечения противника ввиду чего силам ООН приходилось отступать в беспорядке часто бросая при этом большую часть снаряжения. Начиная с первоначального наступления 25 июня, в ходе июля и начала августа северокорейцы с успехом применяли свою стратегию, разбивая все силы ООН и отбрасывая их на юг. Однако после того как восьмая армия США создала в августе Пусанский периметр, силы ООН удерживали непрерывную оборонительную линию вдоль полуострова, которую северокорейцы уже не могли обойти. Их численное преимущество сокращалось ежедневно, поскольку более лучшая система тылового обеспечения ООН доставляла войска и снаряжения силам ООН.
5 августа силы КНА приблизились к Пусанскому периметру. Северокорейцы предприняли схожую стратегию: фронтальное наступление с четырёх главных подходов к периметру. В течение августа 6-я и позднее 7-я северокорейские дивизии сражались с 25-й американской пехотной дивизией в битве при Масане. Первоначально северокорейцам удалось отразить контрнаступление сил ООН, затем они атаковали Комам-ни и высоту Бэтл-Маунтин. Хорошо оснащённым силам ООН, обладавшим большими резервами, удалось отражать периодические атаки северокорейцев. К северу от Масана 4-я северокорейская дивизия вступила в сражение с 24-й американской пехотной дивизией (см. первая битва за реку Нактонган). В ходе этой битвы северокорейцам не удалось удержать свой плацдарм на другом берегу реки, поскольку в бой вступали всё новые многочисленные американские резервы. 19 августа 4-я северокорейская дивизия потеряла половину своего состава и была отброшена за реку. В районе Тэгу три дивизии ООН в ходе т. н. битвы за Тэгу отбили несколько атак пяти северокорейских дивизий, наступавших на город. Особенно тяжкие бои разгорелись в т. н. долине Боулинга, где наступавшая 13-я северокорейская дивизия была почти полностью уничтожена оборонявшимися частями союзников. На восточном побережье силам ROK в битве за Пхохан удалось отразить атаки трёх северокорейских дивизий. По всему фронту северокорейцы терпели поражения, от которых так и не оправились, впервые их стратегия не сработала.

### Сентябрьское наступление

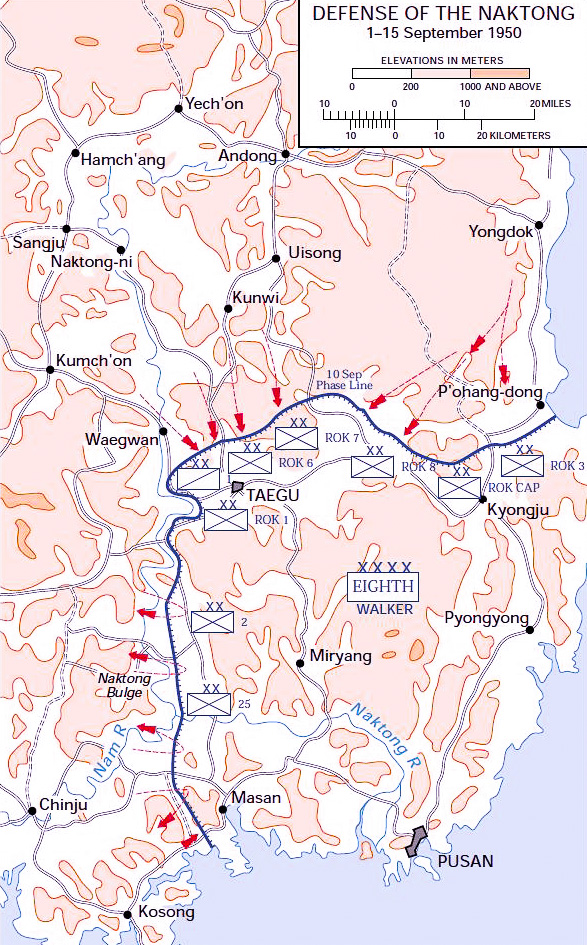
Оборонительная линия Пусанского периметра в сентябре 1950, коридор Кёнджу на краю северо-восточного сектора.

При планировании нового наступления северокорейское командование решило, что любые попытки обойти силы ООН с флангов невозможны благодаря господству флота ООН. Вместо этого они выбрали наступление с фронта с целью прорвать и обвалить периметр, считая это своей единственной надеждой достичь успеха в сражении. Основываясь на советских разведданных, северокорейцы были осведомлены, что ООН накапливает силы у Пусанского периметра и вскоре пойдет в наступление, если КНА не одержит победу. Вторичной целью было окружить Тэгу и уничтожить части ООН и ROK, находящиеся в городе. В качестве части боевой задачи северокорейские части должны были сначала перерезать линии снабжения противника ведущие к Тэгу.
20 августа северокорейское командование выпустило оперативные приказы для подчинённых им частей. Командование решило атаковать силы ООН одновременно с пяти направлений. Эти наступления должны были ошеломить защитников периметра, позволить северокорейцам прорвать линии, по крайней мере, в одной точке и принудить войска ООН к отступлению. Для этого были выделены пять боевых групп. На крайнем восточном фланге 12-я и 15-я северокорейские дивизии должны были прорвать порядки 3-й дивизии и столичной дивизии ROK, двигаясь на Пхохан и Кёнджу.

## Битва

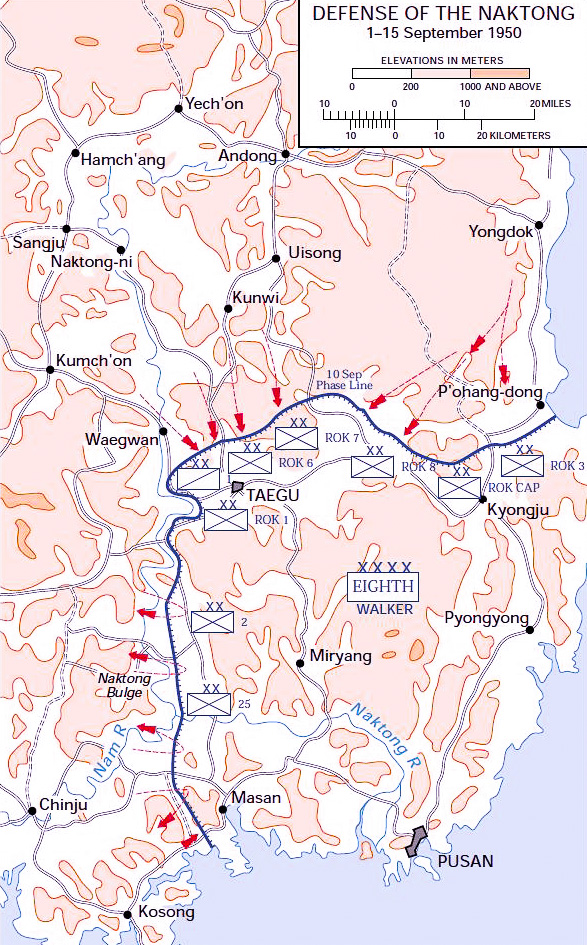
Пусанский периметр в сентябре 1950. Коридор Кёнджу на северо-востоке.

Первая атака КНА была направлена против правого фланга сил ООН на восточном побережье. Хотя общее наступление 2-го корпуса КНА на северном и восточном направлении было запланировано на 2 сентября, 12-я северокорейская дивизия прошедшая реорганизацию после перенесённых поражений под Кидже (Kigye) и Пхоханом обладавшая численностью в 5 тыс. чел. начала выдвигаться вперёд к горам раньше, чем планировалось. Дивизия недостаточно снабжалась продовольствием, вооружением и боеприпасами, боевой дух солдат был низким. Американские и южнокорейские офицеры, находившиеся 26 августа у Пхохана и Кидже, напротив испытывали оптимизм, они поздравляли друг друга с отражением наступления противника, они полагали, что это была последняя серьёзная угроза Пусанскому периметру.

### Первоначальное наступление
Против 12-й северокорейской дивизии на фронте стояла столичная дивизия ROK. 27 августа в 04:00 к северу от Кидже северокорейцы разбили роту 17-полка Столичной дивизии ROК. В результате весь полк смешался и стал отступать. Фланг 18-го полка ROK на востоке оказался открытым, это вынудило полк к отступлению. При отступлении 17-й полк оставил город Кидже, вся Столичная дивизия отошла на 4,8 км к южной стороне долины Кидже.
На совещании в Тэгу 27 августа командующий восьмой армией генерал-лейтенант Уолтон Уокер выразил обеспокоенность развитием ситуации. На совещании присутствовал генерал-майор Джон Б.Култер, прибывший в Корею месяц назад. Через полчаса по окончании совещания Уокер приказал Култеру наблюдать над южнокорейскими войсками на востоке. Култер вылетел в Кёнджу и прибыл туда в 12:00 того же дня. Тем временем Уокер назначил Култера заместителем командующего Восьмой армией и отдал под его командование 1-й корпус ROК, которому подчинялись Столичная и 3-я дивизии ROК, 21-й американский пехотный полк, 3-й батальон, 9-й американский пехотный полк и 73-й батальон средних танков без роты С. Култер объединил эти силы в боевую группу Джексон и разместил свой штаб в Кёнджу, в том же здании где размещался командующий 1-м корпусом ROК и Группа американских военных советников в Корее (KMAG).
В тот же день Култер прибыл в Кёнджу и увидел, что I-й корпус ROK быстро распадается, дух войск падает. Уокер проинструктировал Култера подавать свои приказы командиру I-го корпуса ROK в виде советов, что Култер и сделал. Култеру была поставлена задача разбить северокорейские войска, просочившиеся в область Кидже, захватить и организовать оборонительную линию, простирающуюся от Йончхона на севере к побережью у Волпо-ри в 19 км к северу от Пхохана. Линия проходила в 16 км к северу от Кидже. Култеру предписывалось как можно скорее начать наступление, боевая группа Джексон должна была сначала захватить высоты к северу от Кидже. Утром 27 августа 21-й американский пехотный полк двинулся на позиции к северу от Тэгу, но Уокер отменил свой приказ и приказал полку повернуть и как можно быстрее двигаться к Кёнджу и доложить о прибытии Култеру. Полк вышел из Тэгу в 10:00 и в полдень прибыл в Кёнджу. Култер незамедлительно отправил 3-й батальон на север к Анганг-ни, где тот занял позиции позади Столичной дивизии ROK.

### Контратака ООН
Планируемое Култером наступление от 28 августа было отложено. Командующий 1-м корпусом ROK бригадный генерал Ким Хонг Ил заявил Култеру что не может наступать, ввиду большого числа потерь и истощения сил. 5-я дивизия КНА у Пхохана снова начала наступать на юг, противостоящая ей 3-я дивизия ROK начала показывать признаки отступления. 28 августа советник 3-й дивизии ROK из KMAG посоветовал командиру дивизии бригадному генералу Ким Сук Вону наступать, поскольку счёл время благоприятным, но тот отказался. На следующий день генерал Ким заявил, что собирается убрать свой командный пункт из Пхохана. На это советник из KMAG ответил, что группа KMAG останется в Пхохане. Услышав это, Ким впал было в истерику но, опасаясь потерять лицо, решил остаться. В это же день 28 августа Уокер выпустил специальное заявление, адресованное армии Южной Кореи и южнокорейскому министру обороны Шину Сунг-мо. Он призывал южнокорейские войска удерживать линии Пусанского периметра и упрашивал оставшиеся войска ООН как можно твёрже удерживать свои позиции, при необходимости предпринимая контратаки, чтобы не дать северокорейцам возможность консолидировать свои завоевания.
Командование группы Джексон не смогло предпринять запланированное наступление ввиду значительной дезорганизации ROK под продолжающимся давлением северокорейцев. 21-й американский пехотный полк находился в области сбора к северу от Анганг-ни и был готов атаковать утром 28-го, но ночью 17-й полк ROK оставил свои позиции на высоком хребте к северу у изгиба долины Кидже и наступление было приостановлено. В полдень южнокорейцы вернули свои позиции но ночью потеряли их снова. В это время части 5-й северокорейской дивизии просочились через порядки 3-й дивизии ROK к юго-западу от Пхохана. Култер приказал 21-му пехотному полку разбить просочившихся северокорейцев. 29 августа рота В 21-го пехотного полка при поддержке танкового взвода роты В 73-го батальона средних танков успешно контратаковала на северо-западном направлении от южной окраины Пхохана пробившись на расстояние 2,4 км за ней шли южнокорейские войска. Затем американцы отступили от Пхохана. Этой ночью отступили и части ROK. На следующий день американская пехота при поддержке танков повторила вчерашние действия. Затем 21-й пехотный полк принял у 3-й дивизии ROK сектор, простирающийся к северу и северо-западу от Пхохана.
Также 29 августа Столичная дивизия ROK при поддержке американских танков и артиллерии отбила Кидже и удерживала позиции всю ночь, отбивая северокорейские контратаки, но на рассвете оставила Кидже. Американцы наращивали частоту воздушных ударов по области Кидже. Южнокорейские военные докладывали о находках тел убитых северокорейцев убитых, по-видимому, с воздуха. Они также нашли множество гражданской белой одежды из хлопка, оставленной северокорейцами которые переодевались в военную униформу.
Американские корабли во взаимодействии с действия авиации в районе Кидже помогали остановить наступление 5-й северокорейской дивизии вдоль восточного побережья. Крейсер и два эсминца сосредоточили свой огонь на области Хангае в 8 км к северу от Пхохана где была точка сбора 5-й северокорейской дивизии и обнаружен передовой центр снабжения. 29 и 30 августа три корабля выпустили почти 1,5 тыс. снарядов для поддержки 3-й дивизии ROK. Несмотря на поддержку с воздуха и с моря 31 августа северокорейцы продолжили битву против сил ROK у Кидже и Пхохана.

### Кидже снова переходит под контроль сил ООН

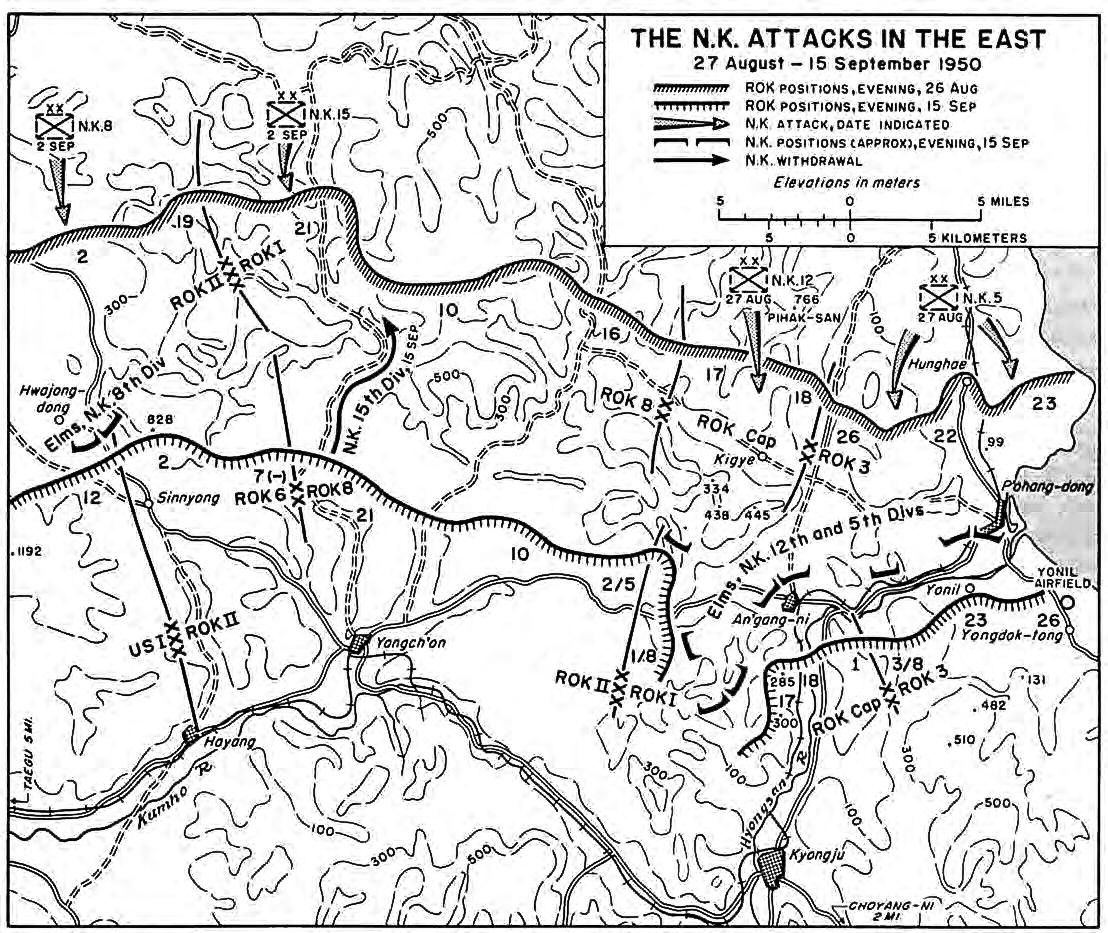
Атаки КНА на коридор Кёнджу 27 августа 1950 — 15 сентября 1950.

1 сентября воздушные наблюдатели ООН обнаружили, что северокорейцы продвигаются на юг, в горы господствующие над Кидже и Пхоханом. На следующий день было подготовлено ещё одно крупное наступление к северу и северо-западу от Кидже. В полдень советники KMAG приданные Столичной дивизии установили, что 2,5 тыс. северокорейских солдат просочились через брешь между 17-й и 18-й полками ROK.
В это время северокорейцы к северу от Пхохана неуклонно наращивали давление, командование 5-й дивизии КНА отправило свежие подкрепления на высоту 99 находящуюся перед фронтом 23-го полка ROK. Эта высота стала почти такой же знаменитой как высота 181 у Йодока за практически беспрерывные и кровавые бои за контроль над высотой. Несмотря на поддержку в виде американских авиаударов, огня артиллерии и флота 3-й дивизии ROK не удавалось захватить высоту, при этом дивизия понесла большие потери. 2 сентября 21-й американский пехотный полк пошёл в наступление к северо-западу от Пхохана, пытаясь помочь южнокорейцам захватить высоту 99. Танковый взвод прошёл через дорогу по долине между Пхоханом и Хунгае. Полковой командир отдал приказ роте К захватить высоту 99. 21-му пехотному полку удалось добиться небольших успехов, потери были тяжёлыми. К 15:25 в роте К насчитывалось только 35 человек, остальные были убиты, ранены или пропали без вести. Роте не удалось захватить высоту 99, которую защищали хорошо окопавшиеся северокорейцы, которые забрасывали атакующих большим количеством гранат. При атаке было потеряно два танка из 6-го танкового батальона, один на минном поле, другой был брошен. В сумерках северокорейцам удалось просочиться между Столичной и 3-й дивизиями ROK в 4,8 км к востоку от Кидже.
В ночь на 2 сентября в 01:30 12-я дивизия КНА, выполняя свою задачу общего наступления 2-го северокорейского корпуса, атаковала позиции Столичной дивизии на высоких горах к югу от долины Кидже. Северокорейцам удалось отбросить назад 18-й полк ROK слева от области высот 334 и 438 и 17-й полк ROK справа от области высоты 445. К рассвету 3 сентября просачивающиеся северокорейцы достигли жизненной важной дороги по коридору запад-восток в 4,8 км восточнее Анганг-ни. В результате этого ночного успеха 12-я дивизия КНА продвинулась на 8 км, Столичная дивизия оказалась в полном коллапсе.
Это вынудило Култера отвести 21-й пехотный полк с линии северо-западнее Пхохана и собрать его близ Кёнджу. 31 августа к полку присоединился 2-й батальон но Култер оставил его в резерве боевой группы у Анганг-ни. Батальон занял подковообразную позицию вокруг города, отдельные части удерживали высоты в 3,2 км к востоку, там они защищали шоссе Кёнджу — Пхохан. Оставшаяся часть полка стянулась к месту сбора к северу от Кёнджу. В это время Уокер отправил вновь собранную 7-ю дивизию ROK против просочившихся северокорейцев. В тот же день около полудня 5-й полк этой дивизии подошёл к Йончхону, вечером к Кёнджу подошёл 3-й полк ROK (без 1-го батальона). Уолтер также разрешил Култеру задействовать 3-й батальон 9-го пехотного полка, танковую роту 9-го пехотного полка и 15-й батальон полевой артиллерии, если он посчитает это целесообразным. Эти части охраняли аэродром Йонил и их ранее нельзя было где-либо задействовать.

### Падение Анганг-ни
3 сентября Култер и советники из KMAG у Пхохана отправили сообщение Култеру о том что командир 3-й ROK готовится отвести свои войска от Пхохана. Култер тотчас отправился к командиру I-го корпуса ROK и потребовал от него отдать приказ запрещающий 3-й дивизии отступление. Каждые полчаса Култер проверял, остаётся ли дивизия на позициях у Пхохана. Этой ночью с 3 на 4 сентября фронт, который держала оставшаяся часть 1-го корпуса ROK, обвалился. Три северокорейских танка Т-34 уничтожили артиллерийскую батарею ROK и затем рассеяли два батальона новоприбывшего 5-го полка ROK. После миномётной подготовки северокорейцы в 2.20 вошли в Анганг-ни. Часом позже командный пункт Столичной дивизии покинул город, битва становилась всё более запутанной. В 04:00 американские танкисты прекратили огонь, поскольку остатки Столичной дивизии перемешались с силами КНА. На рассвете солдаты роты G 21-го пехотного полка обнаружили, что остались в одиночестве у Анганг-ни, почти в окружении северокорейцев. Войска ROK исчезли. К 18:10 рота G оставила город и окопалась вдоль дороги восточнее остатков 2-го батальона 21 пехотного полка у моста через реку Хёнсан. Северокорейцы захватили город и начали наступление на юг вдоль железной дороги.
Получив приказ отступить и соединиться с полком у Кёнджу, 2-й батальон 21-го пехотного полка прорвался через северокорейский блокпост на восточном берегу реки Хёнсан в 4,8 км к юго-востоку от Анганг-ни. Прибыв на место, солдаты батальона обнаружили, что рота G пропала. Батальон развернулся и пошёл на поиски роты G, следы роты шли на север, сама рота нашлась у моста. Воссоединившись с ротой G, батальон пробился назад, танки обстреливали дорогу впереди колонны и высоты вдоль дороги. Северокорейцы подбили гусеницы трёх американских танков M46 Patton. Американская артиллерия затем уничтожила танки, чтобы они не попали в руки противника. К 12:00 батальон вошёл в Кёнджу.

### Напряжённая ситуация в Кёнджу
4 сентября в 12:00 северокорейские части выставили блокпосты вдоль дороги Кёнджу — Анганг-ни в 4,8 км от Кёнджу. В районе Пхохана между Столичной и 3-й дивизиями ROK образовалась 3,2 км брешь. Также линию ООН разрывал массив высоких гор к западу от долины Хёнгсан и к юго-западу от Анганг-ни. В этом области к северо-западу от Кёнджу была 13 км брешь между Столичной дивизией и 8-й дивизией ROK на западе. Действуя с этого направления, северокорейцы угрожали железной дороге и дорожной сети идущей на юг через коридор Кёнджу к Пусану. Видя эту большую дыру на своём левом фланге, Култер разместил 21-й американский пехотной полк в широкой долине и на примыкающих к долине горах северо-западнее Кёнджу, чтобы пресечь любой подход противника с этого направления.
В течение вечера 4 сентября ситуация в Кёнджу оставалась напряжённой. Командир южнокорейского корпуса Кин Хон Ил предложил эвакуировать город. Он заявил, что противник находится в 4,8 км от города, в горах на севере и может ночью пойти в атаку и заполонить город. Култер ответил, что не будет переносить свой командный пункт, и разместил четыре танка вокруг штабного здания. На дорогах он разместил офицеров из KMAG, чтобы те собирали отставших солдат ROK и отправляли их на позиции у границ города. Один из офицеров KMAG в звании майора останавливал солдат ROK отступавших на юг иногда даже под дулом пистолета.
Тем не менее, ожидаемое северокорейское наступление на Кёнджу так и не состоялось. Северокорейцы повернули на восток, пересекли шоссе к северу от города и направились к аэродрому Ёнил. На следующий день ВВС США, совершавшие налёт на артиллерийские позиции северокорейцев вдоль дороги в 6,4 км от Кёнджу обнаружили множество целей в треугольнике Кидже — Кёнджу — Пхохан и сделали вывод, что северокорейцы начали наступление.

### Падение Пхохана
5 сентября в 02:00 подполковник Роллинс С. Эммерих один из советников KMAG приданных I-му корпусу ROK поспешил на аэродром Ёнил, где встретился с подполковником Д. М. МакМэйнсом командиром 3-го батальона 9-го пехотного полка размещённым на аэродроме и проинформировал его о ситуации в Пхохане. Эммерих захватил с собой взвод танков и вернулся в город. Он разместил танки на позициях и стал ожидать предполагаемого наступления бронетехники противника. В 05:30 он получил информацию, что части 22-го полка ROK отступили перед угрозой северокорейского наступления. Северокорейские войска прошли через брешь и к 11:00 американские танки в Пхохане оказались под плотным пулемётным огнём противника. На поле боя появились пять северокорейских САУ СУ-76, и открыли огонь. На расстоянии в квартал американские танки подбили головную САУ, три члена экипажа погибли. В последующей перестрелке другие 4 САУ отступили. Эммерих вызвал авиацию и огонь артиллерии, который уничтожил оставшиеся 4 самоходных орудия. Но к 14:35 пришёл приказ эвакуировать все запасы с взлётно-посадочной полосы Ёнила.
В ночь с 5 на 6 сентября события в Пхохане достигли кульминации. В полночь командный пост 3-й дивизии ROK переехал после того как близ него разорвались десять миномётных или артиллерийских снарядов противника. Северокорейские наблюдатели заметили новую позицию штаба и вновь вызвали огонь. Командующий дивизией ROK бригадный генерал Ли Жун Шик и несколько старших офицеров его штаба заявили что они заболели. Дивизия отступила от Пхохана, 6- го сентября северокорейцы снова захватили город. Командование южнокорейской армии сместило с постов командующих I-м корпусом и 3-й дивизией. Были назначены новые командиры. Бригадный генерал Ким Пэк Ил принял командование I-м корпусом, полковник Сон Йо Чан возглавил Столичную дивизию, 3-я дивизия ROK перешла под командование полковника Ли Жон Чана.
Командование I-го корпуса ROK в Кёнджу не могло направлять действия 8-й дивизии, ввиду большой дыры между Столичной и 8-й дивизиями ROK. Поэтому 7 сентября командование армии передало 8-ю дивизию под командование II-го корпуса ROK и придало ему также 5-й полк 7-й дивизии ROK. Эта смена командования произошла как только 15-я дивизия КНА просочилась через линии 8-й дивизии ROK чтобы войти в Йончхон в коридоре Тэгу — Пхохан. 3-й полк ROK выдвинулся с запада от Анганг-ни, пытаясь заткнуть дыру.

### Прибытие 24-й американской пехотной дивизии
Успешные действия северокорейцев на востоке 4 сентября побудили Уокера отправить больше войск в район. За день до этого он приказал 24-й пехотной дивизии выдвигаться на резервную позицию под Тэгу вниз по реке Нактонган чтобы оказать помощь 1-й временной бригаде морской пехоты в области. Ночью дивизия разбила лагерь на берегах реки Нактонган близ Сусан-нил. Наутро 4 сентября, перед тем как выдвинуться на помощь сражающимся здесь войскам корпуса морской пехоты командование 24-й пехотной дивизии получило новый приказ: выдвигаться в Кёнджу. Помощник командира дивизии бригадный генерал Гаррисон Х. Дэвидсон тотчас же выехал на джипе в Кёнджу и приехал туда вечером этого же дня. Дивизия и 19-й американский пехотный полк начали выдвигаться на следующий день 5 сентября в 13:00, большинство войск, двигаясь по раскисшим дорогам, прибыло в Кёнджу к полуночи. Командир дивизии генерал-майор Джон Х. Чёрч прибыл в Кёнджу в течение дня. Последние части дивизии подошли к 07:00 6 сентября.
Култер был осведомлён, что 15-я северокорейская дивизия пересекла горизонтальный коридор у Тэгу близ Йончхона и двигается в направлении Кёнджу. 6 сентября он приказал 21-му американскому пехотному полку на следующий день пойти в наступление по долине и прилегающим к ней холмам в направлении на северо-западу из Кёнджу к высокогорному массиву в направлении Йончхона. 7 сентября полк пошёл в наступление и фактически не встретил сопротивления.
В 12:30 командование 8-й армии дало боевой группе Джексон другое обозначение — боевая группа Чёрч. К 13:00 Култер выехал из Кёнджу в Тэгу, чтобы вернуться к своим делам. Теперь Чёрч принял командование восточным фронтом. В полдень 7 сентября Чёрч отменил приказ Култера 21-му пехотному полку наступать в горы. Он увидел в этом бесполезное распыление сил и потребовал, чтобы полк собрался у Кёнджу. Также Чёрч изменил диспозицию боевой группы. 8 сентября Чёрч переместил свой командный пункт из Кёнджу в окрестности Чоян-ни на 6,4[чего?] на юг. Он полагал, что в случае нападения противника на город командный пункт будет легче защищать, чем в городе и что скопление транспорта у пункта уменьшится.

### Застой

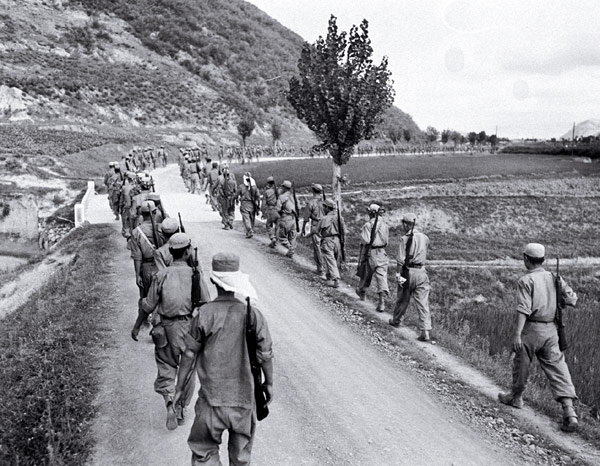
Август 1950 г. Солдаты ROK двигаются к фронтовым линиям у Пхохана.

Между северокорейцами и Столичной дивизией продолжались бои в горах, отделяющих от Анганг-ни от Кёнджу. Сразу после полуночи 8-9 сентября противник добрался и до 3-го батальона 19-го американского пехотного полка. Северокорейцы атаковали роту Н занимавшую оборонительную позицию на высоте 303 между Анганг-ни и Кёнджу, сбросили её оттуда и удержали высоту 9 сентября отбив контратаку. Далее на север с левой стороны долины 17-й пехотный полк ROK пошёл в наступление и при поддержке 13-го американского батальона полевой артиллерии захватил высоту 285 и удерживал её отбив несколько контратак противника. На противоположной, восточной стороне долины 18-му полку ROK сопутствовал только ограниченный успех. Бои шли под проливными тайфунными дождями. Плотная облачность сильно ограничивала поддержку с воздуха. Дожди окончательно прекратились только 10 сентября.
На вторую неделю части 5-й северокорейской дивизии распылились по горам западнее, юго-западнее и южнее Пхохана. Один из северокорейских отрядов численностью в 1600 человек достиг высот 482 и 510 в 7,2 км к юго-западу от аэродрома Йонил и наткнулись на два полка 3-й дивизии ROK, занимавших оборонительную позицию на холмах ограничивающих западную сторону долины к югу от аэропорта. Возникла угроза просачивания северокорейцев между двумя полками ROK.
Вечером 9 сентября Чёрч сформировал боевую группу Дэвидсон чтобы устранить эту угрозу аэродрому Йонил. Сам аэродром не использовался с середины августа, там совершались только аварийные посадки и заправка самолётов, хотя эвакуация оборудования, бомб и бензина ВВС США всё ещё шла полным ходом. Дэвидсон возглавил боевую группу состоявшую из части 3-го батальона 19-го американского пехотного полка 3-го батальона 9-го пехотного полка, 13-го американского батальона полевой артиллерии, батареи С 15-го батальона полевой артиллерии, роты А 3-го инженерного батальона, танковой роты 9-го пехотного полка, двум батареям зенитных автоматических орудий и другим смешанным частям.
Поскольку северокорейцам удалось перерезать все подходы к Кёнджу, боевая группа весь день 10 сентября двигалась по кругообразному подходу к своей цели. Вечером того же дня к 19:00 группа прибыла к месту сбора в городе Йонгдок в 1,6 км к югу от аэродрома Йонил. Дэвидсон утром вылетел из Кёнджу в Йонгдок, лёгкий самолёт на котором он летел, приземлился прямо на дороге, где его встретил подполковник Эммерих. Подлетая к месту посадки, Дэвидсон оглядывал местность, но так и не заметил северокорейцев. Эммерих объяснил Дэвидсону что северокорейцы сбили южнокорейцев с высоты 131. Эта высота находилась на южной стороне границы между двумя полками ROK, удерживающих оборонительную позицию у аэродрома Йонил. Дэвидсон и Эммерих пришли к согласию, что ночью части ROK отобьют высоту 131, затем боевая группа пойдёт в наступление через позиции 3-й дивизии ROK, чтобы захватить основные позиции северокорейцев на высоте 482. Они полагали, что если боевой группе удастся поставить южнокорейцев на высоту 482, то они смогут удержать её и впоследствии контролировать ситуацию. Эммерих устроил Дэвидсону встречу с командиром 3-й дивизией ROK. Дэвидсон разъяснил южнокорейцу, что он командует силами в этой области и рассказал о своём плане атаки. Этой ночью южнокорейцы выбили противника с высоты 131 и восстановили линию фронта. В этом бою 3-й инженерный батальон ROK сражался в качестве пехоты, им командовал и вёл в бой капитан Уолтер Дж. Хатчинсон, советник батальона из группы KMAG, батальон внёс большой вклад в победу.

### Северокорейцы отброшены
На следующее утро 11 сентября 19-й пехотный полк прошёл через порядки левого фланга полка ROK к югу от высоты 131 и атаковал в западном направлении. Во главе шёл с 1-й батальон. К 09:30 полк, не встретив сопротивления, захватил первый горный массив в 3,2 км к западу от точки начала наступления. Затем 2-й батальон прошёл через порядки 1-го батальона и продолжил наступление, двигаясь через к высоте 482 (Унжесан) в 1,6 км западнее. Там они наткнулись на северокорейцев, занимавших укреплённые позиции, они сдерживали американцев пулемётным огнём весь остаток дня. Наутро 12 сентября четыре австралийских пилота из 77-й эскадрильи Кор. ВВС нанесли авиаудар напалмом по северокорейским позициям, налёту сопутствовал артобстрел. После этого 2-й батальон пошёл в атаку и к 12:00 зачистил высоту 482. В полдень силы ROK подошли к боевой группе Дэвидсон в горах и высвободили её, ночью группа спустилась в долину на юго-запад от Йонгдок-тонг. 13 сентября боевая группа Дэвидсон вернулась в Кёнджу.
Когда наступление близ аэродрома Ёнил было в полном разгаре, недельная битва за высоту 300 подошла к концу. 11 сентября полк 3-й дивизии ROK захватил высоту. В середине дня 3-й батальон 19-го американского пехотного полка высвободил южнокорейские войска находящиеся там. На высоте 300 насчитали 257 убитых северокорейцев и большое количество брошенного имущества и вооружения, частью американского. В боях за высоту 300 3-й американский батальон 19-го пехотного полка потерял 37 чел. убитыми.
12 сентября рассматривается днём окончания северокорейского наступления на востоке. К этому дню 12-я северокорейская дивизия была фактически уничтожена, командование 5-й северокорейской дивизии пыталось собрать близ Пхохана выживших бойцов дивизии. Воздушные наблюдатели докладывали о множестве групп северокорейцев, двигающихся на север или восток.
3-я дивизия ROK шла за отступающей 5-й северокорейской дивизией. Столичная дивизия ROK преследовала отступающих выживших из 12-й северокорейской дивизии. 15 сентября отдельные части Столичной дивизии достигли южного гребня Анганг-ни. Согласно докладам северокорейские войска отступали к Кидже. После исчезновения угрозы восточному флангу командование восьмой армией 15 сентября к 12:00 распустило боевую группу Чёрч. Командование южнокорейской армией вернуло контроль над 1-м корпусом ROK. Командование восьмой армией также отдало приказ 24-му пехотному полку идти на Кёнсан к юго-востоку от Тэгу для перегруппировки сил. 21-й американский пехотный полк уже выдвинулся туда 14 сентября. 9-й американский пехотный полк временно остался у Кёнджу в резерве восьмой армии.

## Послесловие
Северо- и южнокорейские войска понесли большие потери в сражении, каждой стороне удалось нанести другой большой урон. Точное число потерь невозможно определить. Известно, что обе стороны тяжело пострадали. После высадки в Инчхоне северокорейские войска, находившиеся в секторе, отошли на север, известно, что в Северную Корею вернулось не более нескольких тысяч сил 5-й и 12-й северокорейских дивизий. В то же время, американские потери были сравнительно небольшими.
В битвах на восточном фланге проходивших в первые две недели сентября южнокорейские войска, хотя и деморализованные вынесли основную тяжесть наземных боёв. Их поддержали американские танки, артиллерия и наземные войска. Неоспоримое превосходство ООН в воздухе и корабельный обстрел побережья также поддержали южнокорейцев и возможно стали факторами, склонившими чашу весов в их сторону. После первоначальной фазы сентябрьского наступления северокорейское командование столкнулось с непреодолимыми трудностями в снабжении своих передовых частей. Северокорейская система снабжения не могла решить проблемы логистики и связи, что было необходимо при поддержке и продвижения наступательных операций в этом секторе фронта. Тем не менее, их прорыв был настолько мощным, что командование восьмой армией в течение нескольких дней рассматривало возможность отступления, но в итоге пришло к решению удерживать позиции.